# Johann Gabriel Seidl
Johann Gabriel Seidl, avstrijski pesnik, potopisec, arheolog, šolnik, * 21. junij 1804, Dunaj, † 18. julij 1875, Dunaj.

## Življenje in delo
Johann Gabriel Seidl se je rodil kot prvi in edini sin očetu odvetniku. V letih 1813–1819 je na Dunaju obiskoval akademsko gimnazijo, nato pa filozofsko (1819–1822) in na očetovo željo tudi pravno fakulteto na Dunajski univerzi (1822–1826). Že v gimnaziji je pisal pesmi, kot študent jih je pod psevdonimom objavljal v časopisih. Med študijem je spoznal Franceta Prešerna. Študija prava ni dokončal, po smrti očeta leta 1823 pa se je zaradi prekinitve dohodka preživljal kot domači učitelj in s honorarji od objav. 
Leta 1826 je postal urednik almanaha Aurora in se spoprijateljil z Anastasiusom Grünom (grofom Auerspergom), njuno prijateljstvo se je okrepilo med Seidlovim bivanjem v Celju, ko ga je večkrat obiskal na gradu Šrajbarski turn pri Krškem.
Leta 1827 je pridobil poklic profesorja gramatike in humanističnih predmetov. Po neuspelih kandidaturah za profesorsko službo na Moravskem, v Šleziji in v Ljubljani se je leta 1829 zaposlil na celjski gimnaziji. Finančna stabilnost mu je omogočila poroko z zaročenko Therese Schlesinger. Z delom in življenjem v Celju je bil sicer zadovoljen, toda po osmih letih si je zaželel vrnitve v večje mesto. Na ugodno razrešitev prošnje za premestitev (leta 1837 je zaprosil za premestitev v Gradec ali Brno) je čakal do leta 1840, ko se je vrnil vrnil na Dunaj. Tam je delal kot kustos zbirke novcev in antičnih predmetov in do 1848 kot dvorni cenzor. Leta 1851 je bil kot redni član sprejet v dunajsko akademijo znanosti, leta 1856 je postal varuh cesarske zakladnice, leta 1867 pa vladni svetnik. Na Dunaju je ostal do svoje smrti.

## Johann Gabriel Seidl in Slovenci
Enajstletno obdobje, ki ga je z družino preživel v Celju, je Seidla zaznamovalo tako na področju poezije kot naravoslovja. Posvečal se je družinskemu življenju, veliko je potoval po celjskem okrožju in doživetja tematiziral v pesnitvah, potopisih, v zgodovinskih in arheoloških raziskavah.  V tem času je napisal in izdal svojo najpomembnejšo pesniško zbirko Biofolien (1836). Izdal je pesniško zbirko Liedertafel (1840), zbirki kratkih zgodb Georgien (1836) in Episoden aus dem Romane des Lebens (1839) ter potopis Wanderung durch Tirol und Steiermark (1840). V potopisu je poleg krajev in mest opisal tudi podeželsko življenje. Slovenske kraje je opisoval v potopisih Die untersteierische Schweiz (Spodnještajerska Švica), St. Mareiner-Thal (Šmarska dolina) in Die Steinbrücke (Zidani Most). Pod mecenstvom nadvojvode Janeza je zbiral štajersko ljudsko slovstvo, zbrane pesmi je po vrnitvi na Dunaj 1850 izdal v zbirki Almer, posthumno pa je na podlagi rokopisov izšla zbirka pripovedk Sagen und Geschichten aus Steiermark. 
Med potovanji po celjski okolici je v bližini Rimskih Toplic naletel na ostanke rimskih nagrobnikov, kar ga je spodbudilo k ukvarjanju z zgodovino in arheologijo okoliša. Rimske ostanke je opisal v članku Römersteine bei Töplitz, zgodovino Celja in okoliških krajev pa v člankih Geschichte der Stadt Cilli in Bilder aus Untersteyer.
V Celju je bil dobro sprejet, dve leti po prihodu je dobil naziv častnega meščana. Dejavno se je vključeval v življenje mesta, v celjskem amaterskem gledališču so uprizarjali tudi njegove igre. Težko slovo od Celja je upesnil (). Z raziskovanjem celjske zgodovine in arheologije je nadaljeval tudi po vrnitvi na Dunaj.

### Spomeniki
Celjani so se Seidla spominjali tudi po njegovem odhodu iz mesta. Po njem so leta 1875 poimenovali studenec (danes Meškov studenec). Leta 1904 ob stoletnici njegovega rojstva so mu postavili spominsko ploščo. Med nemško okupacijo med drugo svetovno vojno so po njem poimenovali ulico v Celju (danes Kajuhova ulica).